# Dausa (district)
Dausa is een district van de Indiase staat Rajasthan. Het district telt 1.316.790 inwoners (2001) en heeft een oppervlakte van 3429 km².
Hoofdstad: Jaipur
Districten:
Divisie Ajmer: Ajmer · Bhilwara · Nagaur · Tonk
Divisie Bharatpur: Bharatpur · Dholpur · Karauli · Sawai Madhopur
Divisie Bikaner: Bikaner · Churu · Hanumangarh · Sri Ganganagar
Divisie Jaipur: Alwar · Dausa · Jaipur · Jhunjhunu · Sikar
Divisie Jodhpur: Barmer · Jaisalmer · Jalore · Jodhpur · Pali · Sirohi
Divisie Kota: Baran · Bundi · Jhalawar · Kota
Divisie Udaipur: Banswara · Chittorgarh · Dungarpur · Pratapgarh · Rajsamand · Udaipur